# Powiat Yōrō
Powiat Yōrō (jap. 養老郡 Yōrō-gun) – powiat w Japonii, w prefekturze Gifu. W 2024 roku liczył 25 203 mieszkańców.

## Miejscowości
- Yōrō